# Quadratfreie Zahl
Eine natürliche Zahl heißt quadratfrei, wenn es außer der Eins keine Quadratzahl gibt, die diese Zahl teilt. Anders formuliert tritt in der eindeutigen Primfaktorzerlegung {\displaystyle n=p_{1}\cdots p_{k}} einer quadratfreien Zahl keine Primzahl mehr als einmal auf.
Beispielsweise ist die Zahl 6 = 2·3 quadratfrei, während 54 = 2·32·3 nicht quadratfrei ist. Die ersten 20 quadratfreien Zahlen sind
1, 2, 3, 5, 6, 7, 10, 11, 13, 14, 15, 17, 19, 21, 22, 23, 26, 29, 30, 31, … (Folge A005117 in OEIS)

## Eigenschaften
Die Möbiusfunktion {\displaystyle \mu (n)} an der Stelle {\displaystyle n} ist genau dann ungleich 0, wenn {\displaystyle n} quadratfrei ist.
Aus dem Hauptsatz über endlich erzeugte abelsche Gruppen folgt sofort, dass eine endliche abelsche Gruppe mit quadratfreier Ordnung stets zyklisch ist.
Eine Zahl {\displaystyle n} ist genau dann quadratfrei, wenn der Restklassenring {\displaystyle \mathbb {Z} /n\mathbb {Z} } reduziert ist, das heißt, wenn außer der Null kein nilpotentes Element enthalten ist.
Die asymptotische Wahrscheinlichkeit, dass eine zufällig gewählte Zahl quadratfrei ist, ist {\displaystyle {\tfrac {1}{\zeta (2)}}={\tfrac {6}{\pi ^{2}}}\approx 61\,\%}, wobei {\displaystyle \zeta } die Riemannsche ζ-Funktion ist. Das bedeutet: Die Wahrscheinlichkeit, dass eine gleichverteilt aus {\displaystyle \{1,\dots ,N\}} gewählte natürliche Zahl quadratfrei ist, konvergiert für {\displaystyle N\rightarrow \infty } gegen {\displaystyle {\tfrac {1}{\zeta (2)}}}.

## Allgemeine Definition
Ein von 0 verschiedenes Element {\displaystyle x} eines faktoriellen Rings heißt quadratfrei, wenn in seiner bis auf Reihenfolge und Multiplikation mit Einheiten des Rings eindeutigen Primfaktorisierung {\displaystyle x=\varepsilon \cdot p_{1}^{\alpha _{1}}\cdot \ldots \cdot p_{k}^{\alpha _{k}}} (wobei {\displaystyle \varepsilon } eine Einheit des Rings ist) alle von Null verschiedenen Exponenten {\displaystyle \alpha _{i}} gleich 1 sind.
Es sei {\displaystyle P(x)\in K[X]} und {\displaystyle P'(x)} die formale Ableitung, dann ist {\displaystyle P(x)} quadratfrei, wenn {\displaystyle {\text{ggT}}(P(x),P'(x))=1} ist. Somit ist für beliebiges {\displaystyle P(x)} das Polynom {\displaystyle P(x)/{\text{ggT}}(P(x),P'(x))} immer quadratfrei.